# 1896 год
1896 (ты́сяча восемьсо́т девяно́сто шесто́й) год  по григорианскому календарю — високосный год, начинающийся в среду. Это 1896 год нашей эры, 6‑й год 10‑го десятилетия XIX века 2‑го тысячелетия, 7‑й год 1890‑х годов. Он закончился 129 лет назад.
| Пн | Вт | Ср | Чт | Пт | Сб | Вс |
|    |    | 1  | 2  | 3  | 4  | 5  |
| 6  | 7  | 8  | 9  | 10 | 11 | 12 |
| 13 | 14 | 15 | 16 | 17 | 18 | 19 |
| 20 | 21 | 22 | 23 | 24 | 25 | 26 |
| 27 | 28 | 29 | 30 | 31 |    |    |

| Пн | Вт | Ср | Чт | Пт | Сб | Вс |
|    |    |    |    |    | 1  | 2  |
| 3  | 4  | 5  | 6  | 7  | 8  | 9  |
| 10 | 11 | 12 | 13 | 14 | 15 | 16 |
| 17 | 18 | 19 | 20 | 21 | 22 | 23 |
| 24 | 25 | 26 | 27 | 28 | 29 |    |

| Пн | Вт | Ср | Чт | Пт | Сб | Вс |
|    |    |    |    |    |    | 1  |
| 2  | 3  | 4  | 5  | 6  | 7  | 8  |
| 9  | 10 | 11 | 12 | 13 | 14 | 15 |
| 16 | 17 | 18 | 19 | 20 | 21 | 22 |
| 23 | 24 | 25 | 26 | 27 | 28 | 29 |
| 30 | 31 |    |    |    |    |    |

| Пн | Вт | Ср | Чт | Пт | Сб | Вс |
|    |    | 1  | 2  | 3  | 4  | 5  |
| 6  | 7  | 8  | 9  | 10 | 11 | 12 |
| 13 | 14 | 15 | 16 | 17 | 18 | 19 |
| 20 | 21 | 22 | 23 | 24 | 25 | 26 |
| 27 | 28 | 29 | 30 |    |    |    |

| Пн | Вт | Ср | Чт | Пт | Сб | Вс |
|    |    |    |    | 1  | 2  | 3  |
| 4  | 5  | 6  | 7  | 8  | 9  | 10 |
| 11 | 12 | 13 | 14 | 15 | 16 | 17 |
| 18 | 19 | 20 | 21 | 22 | 23 | 24 |
| 25 | 26 | 27 | 28 | 29 | 30 | 31 |

| Пн | Вт | Ср | Чт | Пт | Сб | Вс |
| 1  | 2  | 3  | 4  | 5  | 6  | 7  |
| 8  | 9  | 10 | 11 | 12 | 13 | 14 |
| 15 | 16 | 17 | 18 | 19 | 20 | 21 |
| 22 | 23 | 24 | 25 | 26 | 27 | 28 |
| 29 | 30 |    |    |    |    |    |

| Пн | Вт | Ср | Чт | Пт | Сб | Вс |
|    |    | 1  | 2  | 3  | 4  | 5  |
| 6  | 7  | 8  | 9  | 10 | 11 | 12 |
| 13 | 14 | 15 | 16 | 17 | 18 | 19 |
| 20 | 21 | 22 | 23 | 24 | 25 | 26 |
| 27 | 28 | 29 | 30 | 31 |    |    |

| Пн | Вт | Ср | Чт | Пт | Сб | Вс |
|    |    |    |    |    | 1  | 2  |
| 3  | 4  | 5  | 6  | 7  | 8  | 9  |
| 10 | 11 | 12 | 13 | 14 | 15 | 16 |
| 17 | 18 | 19 | 20 | 21 | 22 | 23 |
| 24 | 25 | 26 | 27 | 28 | 29 | 30 |
| 31 |    |    |    |    |    |    |

| Пн | Вт | Ср | Чт | Пт | Сб | Вс |
|    | 1  | 2  | 3  | 4  | 5  | 6  |
| 7  | 8  | 9  | 10 | 11 | 12 | 13 |
| 14 | 15 | 16 | 17 | 18 | 19 | 20 |
| 21 | 22 | 23 | 24 | 25 | 26 | 27 |
| 28 | 29 | 30 |    |    |    |    |

| Пн | Вт | Ср | Чт | Пт | Сб | Вс |
|    |    |    | 1  | 2  | 3  | 4  |
| 5  | 6  | 7  | 8  | 9  | 10 | 11 |
| 12 | 13 | 14 | 15 | 16 | 17 | 18 |
| 19 | 20 | 21 | 22 | 23 | 24 | 25 |
| 26 | 27 | 28 | 29 | 30 | 31 |    |

| Пн | Вт | Ср | Чт | Пт | Сб | Вс |
|    |    |    |    |    |    | 1  |
| 2  | 3  | 4  | 5  | 6  | 7  | 8  |
| 9  | 10 | 11 | 12 | 13 | 14 | 15 |
| 16 | 17 | 18 | 19 | 20 | 21 | 22 |
| 23 | 24 | 25 | 26 | 27 | 28 | 29 |
| 30 |    |    |    |    |    |    |

| Пн | Вт | Ср | Чт | Пт | Сб | Вс |
|    | 1  | 2  | 3  | 4  | 5  | 6  |
| 7  | 8  | 9  | 10 | 11 | 12 | 13 |
| 14 | 15 | 16 | 17 | 18 | 19 | 20 |
| 21 | 22 | 23 | 24 | 25 | 26 | 27 |
| 28 | 29 | 30 | 31 |    |    |    |

## События
- 1 февраля — в туринском театре «Реджо» прошла премьера оперы Джакомо Пуччини «Богема»[1].
- 1 марта — в ходе Первой итало-эфиопской войны двадцатитысячная итальянская армия разбита в битве при Адуа[2].
- 6—15 апреля — Первые летние Олимпийские игры современности.
- 1 мая — идеолог панисламизма Мирза Реза Кермани застрелил Насер ад-Дин Шаха в Рее, недалеко от Тегерана.
- 17 мая — в ходе дворцового переворота в Кувейте убит шейх Мухаммед. К власти пришёл шейх Мубарак[3], позже получивший прозвище «Великий»[4].
- 20 мая — территория на сомалийском побережье Красного моря, известная как Обок, провозглашена колонией под названием Французский Берег Сомали[5] (ныне — Джибути).
- 26 мая — коронация Николая II.
- 30 мая — Давка на Ходынском поле.
- Май — на страницах бюллетеня Customers Afternoon Letter впервые появился индекс Доу Джонса.
- 9 июня — министр иностранных дел России князь Алексей Лобанов-Ростовский и представитель Японии А. Ямагата подписали протокол (Протокол Лобанова-Ямагата) по корейскому вопросу. По протоколу император Кореи возвращался на престол, предусматривались совместные консультации по вопросам будущего Кореи[6].
- 9 июня—13 октября — Всероссийская художественная и промышленная выставка в Нижнем Новгороде.
- 15 июня — подводное землетрясение близ Санрику, Япония; гигантская волна-цунами смыла в море 27 тысяч человек и более 10 тысяч строений.
- 27 июля—1 августа — Лондонский конгресс II Интернационала.
- 17 августа — было положено начало «золотой лихорадке» на Клондайке. Первое золото в местечке Рэббит-Крик нашёл индеец Джим Скукум[7]. Однако долгое время это открытие приписывали его партнёру, европейцу Джорджу Кармаку, поскольку именно он юридически зарегистрировал эту находку.
- 30 августа — в районе станции Шепетовка скоропостижно скончался от инфаркта министр иностранных дел России князь Алексей Лобанов-Ростовский, сопровождавший императорскую семью в поездке в Европу[6].
- 17 октября — премьера пьесы А. П. Чехова «Чайка» на сцене Санкт-Петербургского Александринского театра закончилась полным провалом.
- 26 октября — в Аддис-Абебе подписан итало-эфиопский договор, завершивший первую итало-эфиопскую войну. Италия признала полный суверенитет Эфиопии[2].
- 3 ноября — 28-е президентские выборы в США. Кандидат от Республиканской партии Уильям Мак-Кинли одержал победу над демократом Уильямом Дженнингсом Брайаном.
- 27 ноября — во Франкфурте состоялась премьера симфонической поэмы Рихарда Штрауса «Так говорил Заратустра».
- Основан город Североморск.
- Антуан Анри Беккерель открыл радиоактивность[8].
- Франция аннексировала Мадагаскар[9].
- Вышел первый номер журнала «Ежегодник Зоологического музея» («Annuaire du Musée zoologique»), выпускавшегося до 1932 года[10].

## Родились
См. также: Категория:Родившиеся в 1896 году
- 8 января — Стяпонас Дарюс, литовский лётчик, национальный герой (погиб в 1933).
- 11 января — Иван Цолович Винаров (ум. 1969), советский разведчик, политический деятель Народной Республики Болгарии.
- 29 января — Владимир Ариевич Гринберг, советский живописец, график и педагог (ум. 1942).
- 2 февраля — Балис Сруога, литовский писатель, критик, литературовед (ум. 1947).
- 22 февраля — Пол ван Остайен, бельгийский поэт (ум. 1928).
- 26 февраля — Жданов Андрей Александрович, советский партийный и государственный деятель (ум.1948).
- 10 марта
  - Валериан Иннокентьевич Громов, советский геолог-четвертичник, палеонтолог и стратиграф (ум. 1978).
  - Михаил Сергеевич Навашин, цитогенетик, советский физиолог, астроном-любитель (ум. 1973).
- 5 апреля — Юлюс Янонис, литовский поэт, революционер (ум. 1917).
- 15 апреля — Николай Николаевич Семёнов, российский химик и физик, Нобелевский лауреат 1956 года по химии (ум. 1986).
- 7 июня — Роберт Малликен, американский химик, профессор, лауреат Нобелевской премии по химии (1966) (ум. 1986).
- 15 июня — Иван Алексеевич Лихачёв, советский государственный деятель (ум.1956).
- 16 июня — Мюррей Лейнстер, американский писатель-фантаст (ум. 1975).
- 26 июня — Пётр Иванович Замойский, советский писатель, председатель Всероссийского общества крестьянских писателей (1926—1929), член СП СССР (ум. 1958).
- 9 июля — Мария Гомес Валентин, бразильская долгожительница.
- 10 июля — Городецкий, Борис Павлович, советский историк литературы, пушкинист, в 1940-х годах — заместитель директора Пушкинского дома (ум. 1974).
- 16 июля — Трюгве Хальвдан Ли, норвежский политический деятель, 1-й избранный Генеральный секретарь ООН в 1946—1952 годах (ум.1968).
- 19 июля — Арчибалд Джозеф Кронин, шотландский писатель (ум. 1981).
- 8 августа — Свами Шивананда, индийский гуру и йогин, основатель «Общества божественной жизни» (ум. 1963)
- 15 августа — Лев Сергеевич Термен, советский изобретатель, создатель первого электромузыкального инструмента (терменвокс) (ум. 1993).
- 27 августа — Фаина Георгиевна Раневская, советская актриса театра и кино, народная артистка СССР (ум. 1984).
- 30 августа — Луиза Отто, немецкая пловчиха.
- 1 сентября — Бхактиведанта Свами Прабхупада, вайшнавский гуру, основатель Международного общества сознания Кришны (ум. 1977).
- 10 сентября — Е Тин, китайский коммунист, генерал, видный военачальник (ум. 1946).
- 24 сентября — Фрэнсис Скотт Фицджеральд, американский писатель, крупнейший представитель так называемого «потерянного поколения» в литературе (ум. 1940).
- 7 октября — Грете Розенберг, немецкая пловчиха (ум. 1979).
- 12 октября — Эудженио Монтале, итальянский поэт, прозаик, литературный критик, лауреат Нобелевской премии (1975) (ум. 1981).
- 31 октября — Каэтано Сантос Годино, аргентинский душевнобольной преступник, серийный детоубийца-садист и поджигатель (ум. 1944)
- 13 ноября — Нобусукэ Киси, премьер-министр Японии в 1957—1960 годах (ум. 1987).
- 17 ноября — Лев Семёнович Выготский, советский психолог (ум. 1934).
- 1 декабря — Георгий Константинович Жуков, советский полководец, Маршал Советского Союза, четырежды Герой Советского Союза (ум. 1974).
- 21 декабря — Константин Константинович Рокоссовский, советский полководец, Маршал Советского Союза, Маршал Польши, Дважды Герой Советского Союза (ум. 1968).
- 29 декабря
  - Кай Ульрик Линнерстрём-Ланг, датский биохимик (ум.1959).
  - Хосе Давид Альваро Сикейрос, мексиканский художник (ум. 1974).
- 31 декабря — Татьяна Семёновна Барышева, советская актриса театра и кино (ум. 1979).

## Скончались
См. также: Категория:Умершие в 1896 году
- 3 января — Адольф фон Глюмер, прусский генерал (род. 1814).
- 5 января — Иван Фёдорович Горбунов, русский прозаик, рассказчик и актёр (род. 1831).
- 28 февраля — Анте Старчевич, хорватский политический писатель и деятель, один из основателей Хорватской партии права (род. 1823).
- 30 апреля — Антонио Каньони, итальянский композитор (род. 1828).
- 13 июня — Матия Мразович, хорватский политик, 12-й мэр Загреба (род. 1824).
- 30 августа — Алексей Борисович Лобанов-Ростовский, российский дипломат, князь, министр иностранных дел России в 1895—1896 годах (род. 1824).
- 23 сентября — Ивар Осен, норвежский лингвист и поэт (род. 1813).
- 7 октября — Джон Даун, британский учёный (род. 1828).
- 10 декабря — Альфред Бернхард Нобель, шведский химик (род. 1833).